# Stora Lertjärnen
Stora Lertjärnen är en sjö i Smedjebackens kommun i Dalarna och ingår i Norrströms huvudavrinningsområde.